# Raúl Hugo Alais
Raúl Hugo Alais (Buenos Aires, Argentina, 21 de octubre de 1950 – desaparecido el 6 de julio de 1977) fue un abogado a quien un grupo de tareas al servicio de la dictadura militar secuestró el 6 de julio de 1977 en Mar del Plata, donde ejercía su profesión. Su secuestro y desaparición formó parte del episodio conocido como la noche de las corbatas por cuanto involucró a diversos abogados de esa ciudad.

## Vida personal
Su familia tenía un buen pasar económico, su padre era comerciante y su madre, concertista de piano. Creció en el barrio de Villa Devoto de Buenos Aires, desde chico tuvo problemas de visión que le dificultaban participar de deportes y creció con gran afición a la lectura y  con muy pocos amigos. Todavía estaba en la escuela primaria cuando por razones vinculadas a la actividad de su padre la familia se mudó a Mar del Plata, donde finalizó sus estudios primarios e ingresó en la Escuela Normal n°2 para hacer el secundario. Simpatizaba desde adolescente con la revolución cubana, se afilió a la Federación Juvenil Comunista y a los 17 años ya escribía poesías, cuentos y hasta una obra de teatro.
En 1968 se anotó en la carrera de abogacía de la Universidad Católica de Mar del Plata atraído por la base filosófica del derecho y al año siguiente cambió a la carrera de sociología de la Universidad Provincial de Mar del Plata. Para esa época había dejado la FJC e ingresado en el Partido Revolucionario de los Trabajadores pero no por mucho tiempo ya que al plantearse dentro del partido la opción de la lucha armada, lo abandonó junto a los que, liderados por Nahuel Moreno, se oponían a ella y se congregaban en el PRT-La Verdad, transformado en 1972 en el Partido Socialista de los Trabajadores. En 1970 conoció a Susana Muñoz, llegada hacía poco de Chivilcoy y seis meses después se casaron.

## Actividad profesional
Militaba desde muy joven. Junto a Jorge Candeloro fundaron el Partido Comunista Revolucionario (PCR) y en la Universidad Católica de Mar del Plata uno de sus primeros enfrentamientos fue con militantes Concentración Nacional Universitaria CNU, y eso lo llevó a dejar sus estudios de abogacía en el primer año y empezar los de sociología en la Facultad de Humanidades en tanto su esposo hacía lo mismo en la carrera de Psicología en la Universidad Católica. Luego con su mujer comenzaron a estudiar en la facultad de humanidades. Él se inscribió en Sociología y ella, en Psicología. Continuaron sus conflictos con la CNU y en 1972 la pareja se fue a vivir a La Plata. donde Raúl retomó los estudios de abogacía y Susana comenzó medicina. En octubre de 1975 integrantes de la Marina fueron al domicilio de sus padres diciéndole que debía presentarse en la Base Naval de Mar del Plata; cuando lo hizo estuvo un día detenido mientras lo interrogaban sobre su militancia y después lo dliberaron. En octubre de 1976, ya con dos hijas pequeñas y recibido de abogado, regresaron todos a Mar del Plata, se une a la Asociación Gremial de Abogados y comienza a trabajar en el estudio de Camilo Ricci. Atendía problemas de trabajadores mineros y de fábricas de procesamiento de pescado y colaboró con Jorge Candeloro y Norberto Centeno en el convenio colectivo de trabajo 161/1975, además de realizar la defensa penal de presos políticos.
El 6 de julio de 1977 a las 21 horas un grupo de hombres armados con el rostro cubierto con pasamontañas ingresaron violentamente en el domicilio de Alais y retuvieron a su esposa, a sus padres y a sus hijos pequeños durante cerca de una hora esperando al abogado y luego se retiraron. Al mismo tiempo otro grupo sin uniforme y a cara descubierta fueron adonde tenía su oficina y a los golpes se llevaron a Alais y al abogado Camilo Ricci con el que compartían el Estudio. Este último fue liberado al día siguiente y solamente años después accedió a hablar con Susana Alais y le dijo que lo habían tenido separado de su esposo y que se había negado a contar lo sucedido por estar amenazada su familia si lo hacía. La familia de Alais hizo gestiones para averiguar su paradero sin resultado alguno.

## Día Nacional del Abogado víctima del terrorismo de Estado
El día 6 de julio es la fecha instituida por la Federación Argentina de Colegios de Abogados para rememorar a quienes fueron detenidos, perseguidos, desaparecidos o asesinados en defensa del Estado de Derecho, denominado "Día Nacional del Abogado víctima del terrorismo de Estado".